# اتل‌استنفورد
اتل‌استنفورد (به انگلیسی: Athelstaneford) یک روستا در بریتانیا است که در لوتیان شرقی واقع شده‌است.